# Josep Brugada i Vilaró
Josep Burgada i Vilaró (Pineda de Mar, 1898 - 1970) fou un pagès, poeta i recitador popular català conegut com a Pep del Sant Pare. Se'l coneix perquè, durant la postguerra, recitava oralment els seus poemes per Pineda de Mar.
No sabia llegir ni escriure, ell feia els poemes i la seva dona s'encarregava de fer-ne la transcripció. Se'n diu que venerava la natura, duia sempre una flor de ginesta a sobre i els cabells llargs. Era pagès a la vall pinedenca de Valldemaniu, on hi tenia la vinya, i alguns pagesos de la zona diuen que l’havien sentit recitar poesies a crits, a camp obert. Avui hi ha una placa que el recorda  a la casa on va viure, al carrer Ciutadans 28 de Pineda de Mar, coneguda com a Cal Sant Pare.